# Жінка здалеку
«Жінка здалеку» — радянський драматичний художній фільм, поставлений у 1978 році режисером Тахіром Сабіровим на кіностудії «Таджикфільм». Прем'єра фільму відбулася в Москві в червні 1979 року.

## Сюжет
1930-ті роки в багатонаціональному СРСР. Завдяки дружбі союзних народів молода українка Дарина виходить заміж за солдата-таджика Сашу Расулова і їде з Української РСР в його аул, розташований в Таджицькій РСР. У них народжується дочка Лейла, але незабаром починається Німецько-радянська війна і Садриддина Расулова призивають на захист Батьківщини від фашистських загарбників. Чоловік Дарини Расулов стає сапером на фронті і підривається на міні отримує контузію та втрачає зір. Лікарі кажуть, що зробили все що могли і зір навряд чи повернеться. Ім'я Садриддин арабського походження означає «З вірою в серці». Дарина глибоко в душі вірить, що зір повернеться до її Саші. Закінчилася війна, сусіди повертаються додому з нагородами, а зір так і не повертається. Але наполеглива боротьба Дарини за повернення Садриддина до життя приносить плоди, Даша народжує сина і до Сашка повертається зір.

## У ролях
- Ірина Калиновська — Дарина
- Хашим Гадоєв — Саша — Садриддин Расулов
- Сітора Алієва — Лейла — дочка Дарини і Саши
- Юрій Дедович — головний лікар
- Володимир Плотников — солдат з махоркою
- Камол Саїдмурадов — Джавлон
- Зоя Толбузіна — пасажирка поїзду
- Дільбар Умарова — Заханчирова
- Олександр Фатюшин — танкіст, лейтенант
- Юнус Юсупов — Нозім
- Нина Тер-Осипян — добра тітка Паша з Кавказу
- Ірина Єгорова — провідниця Шура

## Знімальна група
- Режисер: Тахір Сабіров
- Сценарист: Микола Фігуровський
- Оператор: Олександр Шабатаєв
- Композитор: Толіб-хон Шахіді
- Художник: Давид Ільябаєв